# 일본 표준시

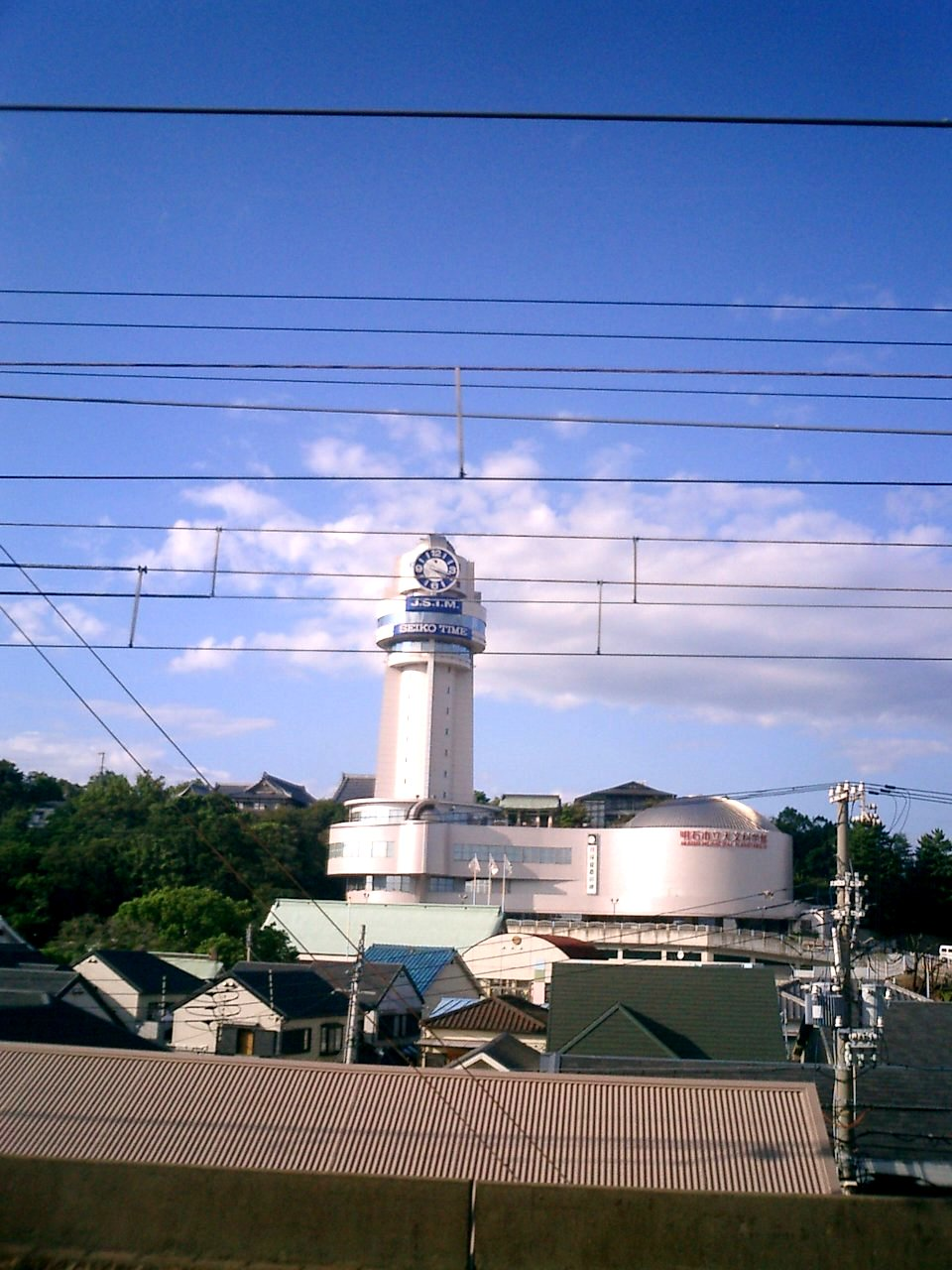
일본 표준시의 기준에 위치한 아카시 시립 천문박물관

일본 표준시(일본어: 日本標準時 니혼효준지[*], Japan Standard Time, JST)는 일본의 표준시로 협정 세계시(UTC)보다 9시간 빠른 동경 135도(UTC+09:00)를 기준으로 하고 있으며 한국 표준시와 같은 시간대이다. 일본 국내에서는 동경 135도선이 효고현 아카시시를 지나간다.
1961년 8월 10일 이후 현재까지 대한민국 및 조선민주주의인민공화국과 같은 표준 시간을 사용하고 있다. 다만, 대한민국에서는 1954년 3월 21일부터 1961년 8월 9일까지, 조선민주주의인민공화국에서는 2015년 8월 15일부터 2018년 5월 4일까지 UTC+08:30을 표준시로 사용한 적이 있다. 한국 이외 사용하는 국가는 동티모르와 팔라우가 있다.
서머 타임은 사용하고 있지 않는데 1948년부터 1951년까지는 5월 첫째 월요일(1949년은 4월)부터 9월 둘째 토요일까지 실시하기도 했다.

## 역사
- 1886년 7월 12일: 1887년 1월 1일부터 동경 135도선 시각을 일본 표준시(UTC+09:00)로 정함.
- 1895년 12월 27일: 동경 120도선 시각을 서부 표준시(西部標準時, UTC+08:00)로 정하며 타이완, 야에야마 제도, 미야코 제도에서 쓰임.
- 1937년 10월 1일: 서부 표준시가 폐지됨.

## 협정 세계시와의 환산
| 협정 세계시(UTC) | 일본 표준시(JST) |
| ---------------- | ---------------- |
| 00:00            | 09:00            |
| 01:00            | 10:00            |
| 02:00            | 11:00            |
| 03:00            | 12:00            |
| 04:00            | 13:00            |
| 05:00            | 14:00            |
| 06:00            | 15:00            |
| 07:00            | 16:00            |
| 08:00            | 17:00            |
| 09:00            | 18:00            |
| 10:00            | 19:00            |
| 11:00            | 20:00            |
| 12:00            | 21:00            |
| 13:00            | 22:00            |
| 14:00            | 23:00            |
| 15:00            | (다음 날) 00:00  |
| 16:00            | (다음 날) 01:00  |
| 17:00            | (다음 날) 02:00  |
| 18:00            | (다음 날) 03:00  |
| 19:00            | (다음 날) 04:00  |
| 20:00            | (다음 날) 05:00  |
| 21:00            | (다음 날) 06:00  |
| 22:00            | (다음 날) 07:00  |
| 23:00            | (다음 날) 08:00  |

## 같이 보기
- 일본식 시계
- UTC+09:00